# Cylindrothecium cernuum
Cylindrothecium cernuum là một loài Rêu trong họ Entodontaceae. Loài này được (Müll. Hal.) Paris mô tả khoa học đầu tiên năm 1894.